# 李公蘊：到昇龍城之路
《李公蕴：到昇龙城之路》是一部越南歷史類電視劇，為中越合拍，共19集。

## 簡介
該劇是為給紀念河內建都1000周年的活動獻禮而拍攝，講述了越南李太祖李公蘊建立李朝、遷都升龍城的成長歷程。該劇大部分場景均在中國國內（浙江橫店影視城）取景拍攝，為越南首部10集以上大型古裝電視連續劇。由于该电视剧场景太中国化，河內建都1000周年时并未播出。

## 演員表
- 范進祿 飾 李公蘊
- 劉成達 飾 少年李公蘊
- 阮瑞雲 飾 黎氏清蓮
- 馮花懷玲 飾 少年黎氏清蓮
- 潘　和 飾 楊雲娥
- 范英勇 飾 萬行禪師
- 阮忠孝 飾 丁部領
- 黃清海 飾 黎　桓
- 吳宏泰 飾 丁項郎
- 陶文碧 飾 丁　璉
- 阮奎元 飾 李慶文
- 阮英泰 飾 阮　匐
- 阮孟君 飾 黎龍鋌
- 阮春長 飾 范巨量